# An Even Break
Pour plus de détails, voir Fiche technique et Distribution.
An Even Break est un film américain réalisé par Lambert Hillyer, sorti en 1917.

## Synopsis
Claire, Jimmie et Mary ont passé leur enfance ensemble à la campagne. À l'âge adulte, Claire part à New York et devient une vedette du théâtre. Jimmie, qui a toujours voulu être un inventeur, part lui aussi à New York pour vendre son invention. Il y retrouve Claire et bientôt leur ancienne amitié se transforme en amour. Pendant ce temps, à la campagne, Ralph et David Harding, qui fabriquent la machine de Jimmie, décident de s'en octroyer les droits. Mary arrive elle aussi à New York et dit à Claire qu'elle est amoureuse de Jimmie ; l'actrice décide alors de lui laisser une chance. Lorsqu'ils apprennent que les Harding sont sur le point de réussir leur méfait, l'amour de Mary pour Jimmie diminue. Claire et Jimmie se ruent alors à la campagne à temps pour sauver l'entreprise. 

## Fiche technique
- Titre original : An Even Break
- Réalisation : Lambert Hillyer
- Scénario : Lambert Hillyer
- Photographie : John Stuart Stumar
- Société de production : Triangle Film Corporation
- Société de distribution : Triangle Distributing Corporation
- Pays de production :  États-Unis
- Langue originale : anglais
- Format : noir et blanc — 35 mm — 1,37:1 — Film muet
- Genre : Comédie dramatique
- Durée : 50 minutes
- Date de sortie : 
  - États-Unis :5 août 1917
- Licence : domaine public

## Distribution
- Olive Thomas : Claire Curtis
- Charles Gunn : Jimmie Strang
- Margaret Thompson : Mary
- Darrell Foss : Ralph Harding
- Charles K. French : David Harding
- J. Frank Burke : Luther Collins
- Louis Durham : Canning
- Adolphe Menjou : un figurant